# Mobile equipment
Pour les articles homonymes, voir ME.
Le terme mobile equipment (ME) ou équipement mobile désigne un élément de base du système cellulaire de téléphonie mobile GSM, LTE ou UMTS.
Il correspond au terminal mobile physique :
- il est équipé d'un émetteur-récepteur pour la liaison radio avec la station de base du réseau mobile (BTS pour le GSM, Node B pour l'UMTS),
- il gère les ressources radio, l'établissement des connexions et l'itinérance,
- et il possède une interface pour l'utilisateur.

Il s'agit habituellement généralement d'un téléphone portable ou un smartphone, mais cela peut être aussi un ordinateur portable ou un Assistant personnel (PDA) équipé d'une carte d'accès adéquate, par exemple.
Associé à une carte SIM, cet équipement mobile forme alors une station mobile (réseau GSM) ou un user equipment (terminologie UMTS et LTE) et est ainsi prêt à utiliser les services proposé par le réseau mobile (appeler, être appelé, recevoir un fax, un SMS ou un courriel, accéder à Internet…).
Normalement un équipement mobile ne peut pas établir de communication s'il n'a pas de carte SIM, à une exception: les numéros d'appel d'urgence qui sont en principe toujours disponibles.
Chaque équipement mobile est repéré par un numéro de série unique, l'International Mobile Equipment Identity (IMEI) permettant de l'identifier et de le bloquer en cas de vol déclaré.